# Today's Menu for the Emiya Family
Today's Menu for the Emiya Family, connue au Japon sous le nom Emiya-san chi no kyō no gohan (衛宮さんちの今日のごはん, litt. « Le menu du jour pour la famille Emiya ») et abrégée en Emiya gohan (衛宮ごはん), est une série de manga écrite et dessinée par TAa. Elle est actuellement prépubliée sur le site Young Ace UP de Kadokawa depuis le 26 janvier 2016. Il s'agit d'un spin-off du visual novel de TYPE-MOON, Fate/stay night, où on y suit le quotidien de la famille Emiya appréciant la délicieuse et belle cuisine de Shirō.
Une adaptation en anime par le studio ufotable est diffusée au Japon entre janvier 2018 et janvier 2019,. Une adaptation en jeu vidéo sur Nintendo Switch était initialement prévue pour mai 2020 avant que sa sortie est repoussée à une date ultérieure,.

## Synopsis
L'histoire se déroule dans un univers alternatif où Shirō Emiya vit paisiblement dans la ville de Fuyuki avec ses proches. Avec la cuisine comme thème principal de la série, ce dernier prépare de nombreux plats dont les différents personnages de la licence apprécient ses résultats qui sont à la fois merveilleux et exquis.

## Personnages
Shirō Emiya (衛宮 士郎, Emiya Shirō)
Voix japonaise : Noriaki Sugiyama, Junko Noda (enfant)
Le personnage principal et le Master de Saber. Étant bon pour la cuisine, cette habileté est davantage soulignée dans cette œuvre.
Saber (セイバー)
Voix japonaise : Ayako Kawasumi
La Servant de Shirō qui apprécie toutes les cuisines mais trouve celle de Shirō particulièrement délicieuse.
Sakura Matō (間桐 桜, Matō Sakura)
Voix japonaise : Noriko Shitaya
La cadette de Shirō à l'école qui aime bien aller chez lui.
Rider (ライダー, Raidā)
Voix japonaise : Yū Asakawa
La Servant des Matō. Sakura et elle s'entendent si bien que leur relation est décrite comme celle d'une sœur aînée et d'une plus jeune.
Illyasviel von Einzbern (イリヤスフィール・フォン・アインツベルン, Iriyasufīru fon aintsuberun)
Voix japonaise : Mai Kadowaki
Surnommée Ilya (イリヤ, Iriya), c'est une jeune fille qui aime Shirō comme un vrai frère.
Taiga Fujimura (藤村 大河, Fujimura Taiga)
Voix japonaise : Miki Itō, Hisako Kanemoto (adolescente)
Une femme pleine de vie qui a su accueillir Shirō comme son petit frère. Étant donné qu'ils habitent côte à côte, elle aime bien se rendre chez lui pour se détendre et faire comme si elle était chez elle. Elle s'entend bien avec Lancer et le considère comme un compagnon de beuverie.
Rin Tōsaka (遠坂 凛, Tōsaka Rin)
Voix japonaise : Kana Ueda
Elle est une camarade d'école de Shirō et la sœur aînée biologique de Sakura. Elle garde ses distances à propos de Shirō.
Archer (アーチャー, Āchā)
Le Servant de Rin.
Lancer (ランサー, Ransā)
Voix japonaise : Nobutoshi Kanna
Un Servant travaillant dans une poissonnerie de la ville de Fuyuki dont il connait bien. Il s'entend bien avec Taiga dont leur relation est celle de compagnons de beuverie, il l'a surnomme d'ailleurs « Grande sœur Taiga » (大河の姉ちゃん, Taiga no nēchan).
Assassin (アサシン, Asashin)
Voix japonaise : Shin'ichirō Miki
Un Servant restant toujours devant l'entrée du temple Ryūdō.
Shinji Matō (間桐 慎二, Matō Shinji)
Voix japonaise : Hiroshi Kamiya
Le grand frère de Sakura.
Sōichirō Kuzuki (葛木 宗一郎, Kuzuki Sōichirō)
Un enseignant de l'école de Shirō.
Caster (キャスター, Kyasutā)
Voix japonaise : Atsuko Tanaka
La Servant de Sōichirō et son amante. Désireuse de concocter des plats pour ce dernier, elle a demandé à Shirō de le lui enseigner.
Issei Ryūdō (柳洞 一成, Ryūdō Issei)
Voix japonaise : Mitsuaki Madono
Le président du BDE et le camarade de classe de Shirō, il est aussi son ami. C'est un jeune homme juste et sérieux, de plus, il est un héritier du temple Ryūdō.
Reikan Ryūdō (柳洞 零観, Ryūdō Reikan)
Voix japonaise : Tomoyuki Shimura
Le frère aîné d'Issei qui l'appelle « Grand frère Reikan » (零観兄, Reikan ani).
Sella (セラ, Sera) / Leysritt (リーゼリット, Rīzeritto)
Sella et Leysritt sont les domestiques et les gardiennes d'Illya.
Otoko Hotaruzuka (蛍塚 音子, Hotaruzuka Otoko)
Voix japonaise : Junko Noda
La fille unique du gérant du Copenhague, où Shirō travaille à temps partiel, attachée à ce dernier, elle le surnomme Emiyan (エミヤん). Elle n'aime pas son prénom et préfère plutôt que l'on appelle par son surnom Neko (ネコ). Taiga, Reikan et elle se connaissaient depuis le lycée.
Ayako Mitsuzuri (美綴 綾子, Mitsuzuri Ayako)
Voix japonaise : Fumie Mizusawa
Ayako est une camarade de classe de Rin. Elle est une athlète exemplaire, et capitaine du club de tir à l'arc que Taiga supervise. D'apparence forte, elle est plutôt féminine en privé. Elle est amie avec Rin et Shirō même si elle considère plus ce dernier comme un rival.
Kane Himuro (氷室 鐘, Himuro Kane)
Également la camarade de classe de Rin. Une fille portant des lunettes avec une personnalité calme. Faisant partie du club d’athlétisme, sa spécialité est le saut en hauteur, mais son passe-temps favori reste la peinture.
Kaede Makidera (蒔寺 楓, Makidera Kaede)
Également dans la classe de Rin, c'est une jeune fille à la peau brune faisant partie du club d’athlétisme. Elle essaie de faire de Rin Tōsaka devenir sa meilleure amie, et voit Ayako Mitsuzuri comme une rivale. Bien qu'elle soit d'une personnalité grossière, son passe-temps est la collection de fūrin, un passe-temps typiquement japonais. Elle n'est pas bonne dans les histoires de fantômes. Avec Rin, elles font de temps en temps le tours des magasins d'antiquités et souvent du lèche-vitrines.
Yukika Saegusa (三枝 由紀香, Saegusa Yukika)
Elle est aussi la camarade de classe de Rin, c'est une amie de Kane Himuro et de Kaede Makidera. Yukika est une fille timide, patiente et mature, qui arrive à relaxer les gens autour d'elle rien qu'avec son sourire. Elle respecte et elle admire sa camarade de classe Rin Tōsaka. À l'origine, elle devait rejoindre le club de cuisine, mais elle est devenue la manager du club d’athlétisme après que Makidera ait insisté. Par ailleurs, elle est l'une des rares personnes capables de voir Assassin à l'entrée du temple Ryūdō, et de s'être familiariser avec lui.
Kiritsugu Emiya (衛宮 切嗣, Emiya Kiritsugu)
Voix japonaise : Rikiya Koyama
Le défunt père d'Ilya et de Shirō.
Gilgamesh (ギルガメッシュ, Girugamesshu)
Un Servant invoqué lors de la précédente Guerre du Saint Graal.
Kirei Kotomine (言峰 綺礼, Kotomine Kirei)
Le père de l'église de Fuyuki.

## Production et supports

### Manga
Emiya gohan est une série dérivée du visual novel Fate/stay night de TYPE-MOON principalement axée sur la cuisine. Dessiné par TAa, ce spin-off est actuellement prépublié sur le site Young Ace UP de Kadokawa depuis le 26 janvier 2016. Chaque recette est décrite et détaillée grâce à Makoto Tadano qui en est le superviseur. À ce jour, onze volumes tankōbon ont été publiés.
En Amérique du Nord, une version anglaise est éditée par Denpa depuis mars 2019. bilibili publie numériquement une version en chinois simplifié de la série. Kadokawa publie également la série à l'étranger à travers ses filiales : Kadokawa Taiwan (zh) publie une version en chinois traditionnel depuis décembre 2017 tandis que Kadokawa Amarin, sous sa marque Phoenix, édite une version thaï depuis janvier 2018.

#### Liste des volumes
| no                                                                              | Japonais          | Japonais                                                                  |
| no                                                                              | Date de sortie    | ISBN                                                                      |
| ------------------------------------------------------------------------------- | ----------------- | ------------------------------------------------------------------------- |
| 1                                                                               | 26 janvier 2017   | 978-4-0410-5231-0                                                         |
| 2                                                                               | 26 décembre 2017  | 978-4-0410-6391-0                                                         |
| 3                                                                               | 22 septembre 2018 | 978-4-0410-7355-1                                                         |
| 4                                                                               | 25 juillet 2019   | 978-4-04-108475-5                                                         |
| 5                                                                               | 22 février 2020   | 978-4-04-108477-9                                                         |
| 6                                                                               | 22 février 2020,  | 978-4-04-110820-8 (édition standard) 978-4-04-110819-2 (édition spéciale) |
| EXTRA : L'édition spéciale de ce volume est comprise avec un livre de recettes. |                   |                                                                           |
| 7                                                                               | 8 octobre 2021    | 978-4-04-111679-1                                                         |
| 8                                                                               | 26 août 2022      | 978-4-04-112515-1 (édition standard) 978-4-04-112516-8 (édition spéciale) |
| EXTRA : L'édition spéciale de ce volume est comprise avec un livre de recettes. |                   |                                                                           |
| 9                                                                               | 25 novembre 2023  | 978-4-04-113252-4                                                         |
| 10                                                                              | 26 août 2024      | 978-4-04-115223-2                                                         |
| 11                                                                              | 25 mars 2025      | 978-4-04-115426-7                                                         |

### Anime
C'est par l'ouverture d'un site dédié qu'une série anime a été révélée le 31 décembre 2017 et dont le premier épisode a été diffusé le même jour dans le cadre de l'événement pour le réveillon du Nouvel An de 2018 nommé Fate Project Ōmisoka TV Special. Takahiro Miura et Tetsuto Satō réalisent la série au studio d'animation ufotable dont la production du script est également accrédité au studio; Toko Uchimura s'occupe des character designs pour l'animation et Gō Shiina a composé la musique. L'anime a officiellement débuté en février 2018 sur le site AbemaTV, avec de nouveaux épisodes diffusés le soir du premier de chaque mois au Japon. Néanmoins, le premier épisode est disponible en ligne depuis le 25 janvier 2018,. La série est composée de treize épisodes, dont le dernier est diffusé le 1er janvier 2019.
Wakanim détenait les droits de diffusion en simulcast de la série dans les pays francophones sous le titre anglais Today's menu for Emiya family. Aniplex of America détient la licence de la série à l'étranger hors Asie et la diffuse sur Crunchyroll depuis le 25 janvier 2018 en Amérique, en Australie, en Nouvelle-Zélande et dans les îles Britanniques,. Mighty Media dispose des droits de la série à Taiwan, Hong Kong et Macao. En Chine, la série est diffusée sur bilibili.
Le duo DJ Misoshiru & MC Gohan a produit la chanson de l'opening Apron Boy (エプロンボーイ, Epuron Bōi, litt. « Garçon à tablier »), et le groupe Sangatsu no Phantasia réalise celle de l'ending Collage (コラージュ, Korāju),.

#### Liste des épisodes
| No | Titre français                                                         | Titre japonais                     | Titre japonais                               | Date de 1re diffusion |
| No | Titre français                                                         | Kanji                              | Rōmaji                                       | Date de 1re diffusion |
| -- | ---------------------------------------------------------------------- | ---------------------------------- | -------------------------------------------- | --------------------- |
| 1  | Soba de fin d'année                                                    | 年越しそば                         | Toshikoshi soba                              | 25 janvier 2018       |
| 2  | Saumon et champignons en papillote                                     | 鮭ときのこのバターホイル焼き       | Sake to kinoko no Batāhoiru-yaki             | 1er février 2018      |
| 3  | Chirashi de printemps                                                  | 春のちらし寿司                     | Haru no chirashizushi                        | 1er mars 2018         |
| 4  | Légumes de printemps et sandwichs au bacon                             | 春野菜とベーコンのサンドイッチ     | Haru yasai to Bēkon no Sandoitchi            | 1er avril 2018        |
| 5  | Gratin de pousses de bambou                                            | たけのこグラタン                   | Take no ko Guratan                           | 1er mai 2018          |
| 6  | Premier steak de Hambourg                                              | はじめてのハンバーグ               | Hajimete no Hanbāgu                          | 1er juin 2018         |
| 7  | Se rafraîchir et manger facilement du chasuke froid                    | さらりと頂く冷やし茶漬け           | Sarari to itadaku hiyashi chazuke            | 1er juillet 2018      |
| 8  | Le Riz sauté aux divers ingrédients de Tōsaka                          | 遠坂さんの五目炒飯                 | Tōsaka-san no gomoku chāhan                  | 1er août 2018         |
| 9  | Le Goût de l'automne : L’entraînement de Caster à la cuisine japonaise | 秋の味覚-キャスター和食修行編-     | Aki no mikaku - Kyasutā washoku shugyō-hen - | 1er septembre 2018    |
| 10 | Même froid, le poulet frit est délicieux                               | 冷めても美味しいからあげ           | Samete mo oishii karaage                     | 1er octobre 2018      |
| 11 | L'omuraisu spécialement moelleux                                       | 特製ふわとろオムライス             | Tokusei fuwatoro Omuraisu                    | 1er novembre 2018     |
| 12 | Rosbif à la poêle seulement                                            | フライパンだけで作るローストビーフ | Furaipan dake de tsukuru Rōsutobīfu          | 1er décembre 2018     |
| 13 | Un yosenabe chaud                                                      | あったか寄せ鍋                     | Attaka yosenabe                              | 1er janvier 2019      |

### Jeu vidéo
Une adaptation en jeu vidéo sur Nintendo Switch a été annoncé le 31 décembre 2019 avec l'ouverture d'un compte Twitter. Du genre « aventure en cuisine », Mainichi♪ Emiya-san chi no kyō no gohan (毎日♪ 衛宮さんちの今日のごはん) présentera des recettes du manga d'origine et de la série d'animation, ainsi que de nouvelles recettes et histoires connexes. La chanson thème, intitulée Tabete ageru (たべてあげる), est produite par le groupe Sangatsu no Phantasia (ja). Sa sortie était initialement prévue pour mai 2020 avant d'être repoussée à une date ultérieure à cause de la propagation de la pandémie de Covid-19 au Japon. Aniplex a annoncé lors de sa présentation à l'Aniplex Online Fest le 5 juillet 2020 que le jeu sortira également en Amérique du Nord.

## Réception
Le premier volume est à la 7e place du classement hebdomadaire de manga de l'Oricon lors de sa première semaine de sa sortie, du 23 au 29 janvier 2017, avec 53 982 copies vendues; en début janvier 2018, au total 229 685 exemplaires ont été vendus. Le deuxième volume a été le cinquième des ventes au cours de sa première semaine (du 25 au 31 décembre 2017) avec 91 457 copies écoulées; mi-janvier 2018, au total 169 967 exemplaires ont été livrés.

### Œuvres
Édition japonaise
1. 1 2  (ja) « Tome 1 », sur Young Ace UP
2. 1 2  (ja) « Tome 2 », sur Young Ace UP
3. 1 2  (ja) « Tome 3 », sur Young Ace UP
4. 1 2  (ja) « Tome 4 », sur Young Ace UP
5. 1 2  (ja) « Tome 5 », sur Young Ace UP
6. 1 2  (ja) « Tome 6 », sur Young Ace UP
7. 1 2  (ja) « Tome 6 (édition spéciale) », sur Kadokawa
8. 1 2  (ja) « Tome 7 », sur Kadokawa
9. 1 2  (ja) « Tome 8 », sur Kadokawa
10. ↑  (ja) « Tome 8 (édition spéciale) », sur Kadokawa
11. 1 2  (ja) « Tome 9 », sur Kadokawa
12. 1 2  (ja) « Tome 10 », sur Kadokawa
13. 1 2  (ja) « Tome 11 », sur Kadokawa